# Hibiscus moscheutos
Hibiscus moscheutos è una specie di pianta da fiore della famiglia delle Malvacee.
È una pianta perenne delle zone umide resistente al freddo (zona USDA 5) che può crescere in grandi colonie. Può essere alta fino a 2-2,5 m. Le foglie irsute sono di morfologia variabile, ma sono comunemente di forma deltoidale con un massimo di tre lobi, talvolta ovate. Si trova nelle zone umide e lungo i sistemi fluviali degli Stati Uniti orientali dal Texas agli stati atlantici; il suo territorio si estende verso nord fino all'Ontario meridionale.
In natura esistono numerose forme. I colori dei petali vanno dal bianco puro al rosa intenso (più comune) e la maggior parte ha un occhio di marrone scuro. I fiori sono portati apicalmente. In natura sono solitari, lunghi 15 cm e abbondanti; la fioritura è estiva.

## Coltivazione
Questa è una popolare pianta da giardino. Può essere propagata per seme o per divisione della corona durante la dormienza invernale e si può ottenere da talee di stelo di legno duro. Numerosi ibridi delle specie native di ibisco nordamericano sono messi in commercio da vivai specializzati. In coltivazione le specie o gli ibridi possono essere utilizzati nei giardini palustri o in altri giochi d'acqua. Sono di bell'aspetto e attraggono mangiatori di nettare e uccelli. Cresce bene in posizione soleggiate e in terreno umido, con una distanza tra le piante di 80 cm.

## Cultivar

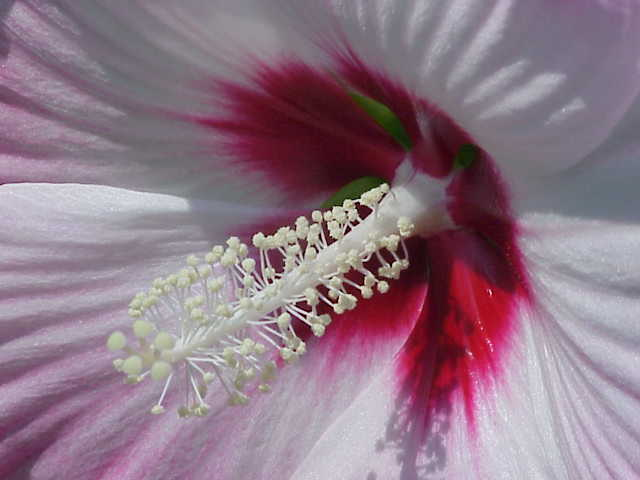
Corolla

Molte cultivar di ibisco resistenti al freddo sono ibridi di H. moscheutos, H. palustris, H. coccineus, H. laevis, H. militaris, H. grandiflorus, H. dasycalyx, H. mutabilis, con contributi genetici indeterminati da ciascuna specie madre. I coltivatori di ibisco non precludono la possibilità di autoimpollinazione. Tuttavia, ricerche recenti hanno dimostrato che l'impollinazione artificiale subito dopo l'apertura del fiore utilizzando un elevato carico di polline assicurerà che la maggior parte dei semi risultanti provenga dal genitore pollinico selezionato. I primi coltivatori di ibisco ne erano probabilmente consapevoli e lo usavano a loro vantaggio. Alcune cultivar sono messe in commercio con il nome di Hibiscus XXL o ibisco gigante; si tratta spesso di ibridi ‘Southern Belle’, con fiori fino a 35 cm di diametro, con colori sgargianti come rosso, bianco, lavanda e rosa.